# Dango Ouattara
Dango Aboubacar Faissal Ouattara (* 11. Februar 2002 in Ouagadougou) ist ein burkinischer Fußballspieler, der beim FC Brentford in der Premier League spielt.

## Karriere

### Verein
Ouattara begann seine fußballerische Ausbildung in der Académie Foot Plus. Bis 2019 spielte er anschließend in der Jugend des SC Majestic. Bis 2020 spielte er anschließend elfmal für die erste Mannschaft, wobei er fünfmal traf. Im Sommer 2020 wechselte er nach Frankreich zum FC Lorient. Dort unterschrieb er nach zwei Einsätzen für die Reserve 2020/21 im Mai 2021 seinen ersten Profivertrag beim FCL. Am ersten Spieltag der Folgesaison wurde er gegen die AS Saint-Étienne spät eingewechselt und gab somit sein Debüt in der Ligue 1 für die Profis. Erst am 33. Spieltag schoss er bei einem 1:0-Sieg über den FC Metz sein erstes Tor für die Profis und zudem das entscheidende. Für Lorient kam er zunächst zu einigen Kurzeinsätzen, entwickelte sich aber schnell zur Stammkraft im Angriff von Lorient und spielte 2021/22 insgesamt 25 Mal in der Liga, wobei er dieses eine Mal traf. In der Hinrunde der Spielzeit 2022/23 war er endgültig gesetzt und schoss sechs Tore und gab weitere sechs Vorlagen in 18 Ligue-1-Spielen.
Im Januar 2023 verließ der Spieler Frankreich und wechselte für über 20 Millionen Euro nach England zum AFC Bournemouth, für den er der teuerste Wintertransfer der Klubgeschichte wurde. In der Premier League spielte er am 21. Januar 2023 (21. Spieltag) das erste Mal, als er gegen Nottingham Forest in der Startelf stand und bei dem 1:1-Unentschieden direkt sein erstes Tor auflegte.
Im August 2025 wechselte er als dessen Rekordeinkauf zum FC Brentford und unterschrieb dort einen Vertrag bis 2030.

### Nationalmannschaft
Am 30. Dezember 2021 debütierte er für die burkinische Nationalmannschaft in einem Freundschaftsspiel gegen Mauretanien, als er eine Halbzeit lang spielte. Vier Tage später schoss er bei einem weiteren Testspiel gegen Gabun bei einem 3:0-Sieg sein erstes Tor. Mit Burkina Faso nahm er zudem am Afrika-Cup 2022 teil, fiel dort aber in den ersten zwei Spielen aufgrund einer SARS-CoV-2-Infektion aus. Anschließend spielte er aber dreimal und seine Mannschaft kam bis ins Spiel um Platz drei, welches man verlor. Ouattara schoss ein Tor selbst und legte eines auf, fiel aber im Halbfinale und im Spiel um Platz drei aufgrund einer Rotsperre aus. In der Nationalmannschaft erspielte Ouattara sich aber schnell einen Stammplatz und so kam er im Jahr 2022 zu fünf Toren und zwei Vorlagen in acht Spielen.